# 지경득
지경득(池炅得, 1988년 7월 18일 ~ )은 대한민국의 축구 선수이며 포지션은 윙어이다.

## 클럽 경력
2011년 인천 유나이티드에 입단하였으나 2경기 출전에 그쳤고 2012년 대전 시티즌으로 이적하였다. 3월 11일 전북 현대 모터스와의 경기에 출전하며 데뷔전을 치른 후 주전으로 출전하며 대전의 공격을 이끌었다. 5월 28일 광주 FC와의 경기에서 데뷔골을 성공시켰다.
하지만 2013년 김인완 감독이 부임한 뒤로 별다른 활약을 보이지 못했고, 2014년 중반 충주 험멜로 임대이적해 준수한 활약을 보였으나, 끝내 2015년 방출되었고,군복무를 목적으로 2015년 중반 K3리그 포천 시민축구단으로 이적했다.
2017년 3월 18일 양주 시민축구단과의 경기서 골을 성공시키며 구단 통산 700호골의 주인공이 되었다.
2018시즌 여름 이적시장을 통해 대전 코레일에 입단했다.
2020시즌을 앞두고 K4리그의 양평 FC로 이적했다.
2021시즌을 앞두고 당진시민축구단에 입단했다.

## 수상

### 클럽

#### 포천 시민축구단
- K3리그
  - 우승 3회 : 2015, 2016, 2017
- 셰이크 카말컵
  - 준우승 1회 : 2017